# Andreas Letz
Andreas Letz (* 5. Juni 1962 in Sömmerda) ist ein ehemaliger Gewichtheber aus der Deutschen Demokratischen Republik. Er startete in den Gewichtsklassen bis 56 sowie bis 60 Kilogramm.
Letz gewann bei Weltmeisterschaften zwischen 1980 und 1986 eine Gold-, fünf Silber- und sechs Bronzemedaillen. Des Weiteren gewann er mehrere Medaillen bei Europameisterschaften, bei den Olympischen Sommerspielen 1980 in Moskau belegte er den vierten Platz. Im Stoßen wurde der Sportler des SC Karl-Marx-Stadt dabei Zweiter.
Außerdem stellte der Karl-Marx-Städter 1983 zwei Weltrekorde im Stoßen sowie 1981 einen Weltrekord im Zweikampf auf.
1984 wurde Andreas Letz mit dem Vaterländischen Verdienstorden in Bronze ausgezeichnet.

## Doping in der DDR
1980 erhielt Letz im Rahmen des staatlich betriebenen Zwangsdopingsystem der DDR unter anderem 4000 mg Oral-Turinabol und 1500 mg Clomifen.